# 2382 Nonie
2382 Nonie este un asteroid din centura principală, descoperit pe 13 aprilie 1977.